# Limnoria emarginata
Limnoria emarginata is een pissebed uit de familie Limnoriidae. De wetenschappelijke naam van de soort is voor het eerst geldig gepubliceerd in 1989 door Kussakin & Malyutina.